# Gjongbokgung
Gjongbokgung (korejsko 경복궁; handža: 景福宮; [kjʌŋbok̚k͈uŋ]) je nekdanja kraljeva palača v Seulu v Južni Koreji. Bila je prva kraljeva palača dinastije Čoson, ustanovljena leta 1395. Danes je ena najpomembnejših turističnih znamenitosti v državi.
Palača je bila med prvimi znamenitostmi, ki so bile postavljene v Seulu. Razcvet je doživela med vladavino Sedžonga Velikega med letoma 1418 in 1450, ki je v palači izumil domačo korejsko pisavo hangul. Leta 1592, sredi vojne Imdžin, je bila palača popolnoma požgana. Načrti za popravilo so propadli zaradi pomanjkanja sredstev po vojni. Obnovljena je bila šele konec 19. stoletja, med vladavino predzadnjega monarha Godžonga.
Leta 1910 je Japonska kolonizirala Korejo. Ker je bila palača simbol avtoritete korejske monarhije, jo je Japonska sistematično porušila in spremenila. Skoraj vseh približno 500 struktur je bilo prodanih in porušenih. Na njihovem mestu so bile zgrajene moderne stavbe, kot je stavba generalne vlade Čōsen. Pomembna prizadevanja za obnovo palače so se začela v 1980-ih. Od takrat sta bila v okviru prvega načrta obnove Gjongbokgunga (1990–2010) in drugega načrta obnove (2008–2045) poskušana obnoviti palačo v njeno predkolonialno stanje. Od takrat je bilo v palači poustvarjenih na desetine stavb in struktur, v prihodnosti pa je načrtovanih še na desetine.
V palači dvakrat na dan poteka menjava straže. V njej sta Narodni ljudski muzej Koreje in Narodni palačni muzej Koreje. Dostopna je s podzemne postaje Gjongbokgung. Del leta je odprta ponoči. Vstop je prost za obiskovalce, ki nosijo hanbok (tradicionalna korejska oblačila).

## Ime
Gjongbokgung pomeni »palača velikih blagoslovov«. Palačo in številne njene glavne stavbe je poimenoval korejski uradnik Čŏng Todžŏn približno v času ustanovitve palače. Chŏng je palačo poimenoval v 10. mesecu leta 1395 po zadnjih dveh likih pesmi iz Klasike poezije: »že pijani od alkohola, že polni kreposti, bodo gospodje dolgo uživali v vaših velikih blagoslovih« (旣醉以酒 旣飽以德 君子萬年 介爾景福).
Palača se imenuje tudi Bukgvol (korejsko 북궐; handža 北闕; Pukkvŏl; dobesedno severna palača); ta izraz se je uporabljal v povezavi z drugimi palačami v mestu.

## Zgodovina

### Ustanovitev
Po ustanovitvi Čosonov leta 1392 (po korejskem koledarju) je ustanoviteljski kralj Tedžo (vladal 1392–1398) začel delati na ustanovitvi nove prestolnice svoje države. V 8. mesecu leta 1394 je bilo odločeno, da bo glavno mesto Hanjang (danes 'Seul').
Lokacija palače je bila dokončno določena 1. dne 9. meseca leta 1394. Gradnja se je začela v 12. mesecu. Palača je bila dokončana 25. dne 9. meseca leta 1395. Prvotni obseg palače, čeprav manjši in manj razvit kot njena poznejša oblika, je težko natančno določiti; podane so bile različne ocene. Različni učenjaki trdijo, da je imela 390 sob (칸; k'an) oziroma 755 sob. 28. dan 12. meseca se je Tedžo preselil v palačo. Leta 1398 se je sredi političnih nemirov Čosonova prestolnica preselila v Kegjŏng (danes Kesong), nato pa leta 1905 nazaj v Hanjang. Palača je bila približno deset let zapuščena.
Leta 1404 je kralj Tedžong (vladal 1400–1418) ukazal, da se v Hanjangu ustanovi palača Čangdokgung. Po vrnitvi v mesto leta 1405 se je naselil v tej palači. Leta 1406 je začel s prizadevanji za obnovo Gjongbokgunga. Čeprav je popravil in razširil Gjongbokgung, se mu je Tedžong funkcionalno izogibal, verjetno zato, ker ga je povezoval z neprijetnimi spomini na politične pretrese. Namesto tega je večinoma prebival v Čangdokgungu. Do vojne Imdžin so imeli Tedžong in njegovi nasledniki Gjongbokgung kot svojo uradno palačo (korejsko 법궁; handža 法宮; pŏpkung), imela pa sta tudi sekundarne palače (이궁; 離宮; igung), v katerih sta pogosto živela več ali se selila med njimi.

### Pred vojno Imdžin
Leta 1421 je Sedžong Veliki (vladal 1418–1450) Gjongbokgung postavil za svojo glavno palačo. Do leta 1427 se je uradno preselil iz Čangdokgunga v Gjongbokgung. Sedžong je palačo močno prenovil in razširil. Med njegovo vladavino je palača postala popolnoma delujoča. Gostila je številne znanstvene naprave, vključno z vodno uro Borugak Džagjongnu, obratom za izdelavo premičnih črk, in astronomskim observatorijem Ganuide. Palača je nato gostila Dvorano dostojanstvenikov in Ŏnmunč'ŏng, ki je Sedžongu pomagala pri razvoju hangula. Palača je ostala v precejšnji obliki iz časa Sedžongove vladavine približno sto let.

### Uničenje in zapuščenost
Leta 1592, med vojno Imdžin 1592–1598, sta bile Gjongbokgung in drugi dve palači v mestu popolnoma požgane. Razpravlja se o tem, kdo je požgal palači. Različna sodobna korejska besedila, vključno z Resničnim zapisom Seonja, poročajo o govoricah, da so palačo požgali korejski meščani, da bi uničili palačne zapise. Vendar je bila palača še vedno nedotaknjena, ko so japonski napadalci vstopili v mesto drugega dne petega meseca istega leta. Japonska disciplina v mestu je bila sprva menda visoka, a ko so začeli trpeti poraze, so svoje frustracije stresli na mesto in domačine ter požigali stavbe.
Kralj Seondžo (vladal 1567–1608) je pobegnil iz mesta, preden so vanj vstopili Japonci. Po vrnitvi v Hanjang je ukazal, naj se pripravijo načrti za obnovo Gjongbokgunga. Vendar si je gospodarstvo Čosonov še ni opomoglo od uničujoče vojne in finance so bile omejene; obnova Gjongbokgunga je bila za nedoločen čas prestavljena, državni viri pa so bili večinoma osredotočeni na obnovo Čangdokgunga.
Približno 270 let zatem je Gjongbokgung večinoma ostal neizkoriščen in nerazvit. Sčasoma so različni kralji izrazili zanimanje za obnovo palače, vendar tega niso storili zaradi finančnih omejitev in zadostnih razpoložljivih drugih palač v mestu.

### Rekonstrukcija
Drugega dne, četrtega meseca leta 1865, je kraljica Sindžong, regentka predzadnjega korejskega monarha kralja Godžonga (vladal 1864–1907), odredila rekonstrukcijo palače. Gradnja se je začela 13. dne istega meseca. Godžong in kraljeva družina so se v palačo preselili 2. dne, sedmega meseca leta 1868. Gradnja se je nadaljevala do leta 1873.
Palača je 10. dne, dvanajstega meseca leta 1873 doživela velik požar. Po zamudah zaradi finančnih omejitev se je rekonstrukcija začela 27. dne, tretjega meseca leta 1875. Godžong se je v Gjongbokgung vrnil 27. dan 5. meseca istega leta, popravila pa so bila končana 3. dan 6. meseca. Vendar pa je 4. dan 11. meseca leta 1876 izbruhnil še en večji požar. Povzročil je več kot dvakrat večjo škodo kot njegov predhodnik. Godžong je bil zaradi požarov razburjen in se je preselil v Čangdokgung. Obnova Gjongbokgunga se je začela leta 1881. Godžong se je v Gjongbokgung vrnil šele leta 1884, po Kapsinovem državnem udaru. Leta 1887 se je v Gjongbokgungu prižgala prva električna luč v Koreji. Obnova je bila dokončno končana leta 1888.
Medtem sta palača in Koreja doživeli precejšnje politične pretrese. Leta 1895 so japonski agenti v palači Gjončeongung umorili korejsko kraljico Min. Nato je Godžong leta 1896 pobegnil v rusko veleposlaništvo, da bi poiskal zaščito.
- Palača leta 1886
- AElektrična luč v Geoncheonggungu (1901[26])
- Odtis japonskih čet, ki napadajo Gjongbokgung (1894)

### Obdobje Korejskega cesarstva
Namesto da bi se vrnil v Gjongbokgung, kjer je bila Min umorjena, se je Godžong odločil, da bo Gjongbokgung (kasneje imenovan Doksugung) postal njegovo glavno prebivališče zaradi bližine različnih tujih veleposlaništev, za katere je verjel, da bi ga lahko zaščitile pred Japonsko. Nato je razglasil ustanovitev Korejskega cesarstva. Po tem Gjongbokgung ni več bistveno uporabljal. Leta 1905 je Japonska začela posredno vladati Koreji, leta 1907 pa je bil Godžong prisiljen abdicirati v korist svojega sina Sundžonga. Sundžong je začel uporabljati Čangdokgung kot svojo glavno palačo.
Leta 1907, še pred priključitvijo Koreje, je Japonska Gjongbokgung spremenila v javni park. Pod pritiskom Japonske je vlada leta 1910, tik pred priključitvijo Koreje, začela prodajati nepremičnine palače na javni dražbi. Stavbe so kupili večinoma Japonci in jih poslali drugam.

### Kolonialno obdobje
Japonska kolonialna vlada je Gjongbokgung, kot simbol oblasti korejske monarhije, sistematično razstavila. V celotnem kolonialnem obdobju je bilo pod japonskim pritiskom porušenih na stotine stavb v palači. Palača je bila v pričakovanju industrijske razstave Čosen leta 1915 hitro preurejena; na desetine stavb je bilo prodanih in porušenih. Ena takšnih stavb, Džasondang, je bila ponovno sestavljena v zasebnem domu japonskega poslovneža Okure Kihačirōja v Tokiu. V palači so se pozneje odvijale še druge razstave, vključno z razstavo Čosen leta 1929.
25. junija 1916 je kolonialna vlada začela simbolično graditi svoj novi sedež v palači: generalni guverner stavbe Čosen. Gradnja je trajala približno 10 let, do 1. oktobra 1926. Različni gradbeni projekti v palači so izhajali iz eklektične mešanice sodobnih zahodnih arhitekturnih slogov. To je bilo ocenjeno kot poskus prikaza Japonske kot modernizirajoče se in odprte, Koreje pa kot zaostale in zaprte.
10. novembra 1917 je velik požar v Čangdokgungu uničil velik del palače. Kolonialna vlada je odredila, da se številne stavbe iz Gjongbokgunga preselijo v Čangdokgung. Leta 1938 je bila porušena zadnja predkolonialna stavba zahodno in južno, poslovna stavba za Sŏndžŏn'gvan.

### Obdobje Park Chung Heeja
Sredi državnega udara 16. maja 1961 je Park Čung Hee prevzel oblast v državi. Del Poveljstva za obrambo prestolnice se je istega leta namestil na severozahodu palače. 21. januarja 1963 je palača postala zgodovinsko območje Južne Koreje. Proračun za obnovo in vzdrževanje palače je bil omejen, zato so bila takšna prizadevanja pogosto majhnega obsega. Strukture, kot sta Gvanghvamun in Jongčumun, so bile poustvarjene, čeprav kontroverzno z uporabo armiranega betona in ne na svojih prvotnih mestih. Od konca 1960-ih do začetka 1970-ih je bila zgrajena stavba, v kateri danes domuje Narodni ljudski muzej Koreje.

### Nedavna obnovitvena dela
V 1980-ih se je začelo več in kakovostnejše delo na ohranjanju južnokorejskih območij kulturne dediščine. 22. maja 1984 je bil odobren celovit načrt upravljanja palač, ki ga je zgodovinar Šin Hje-von ocenil kot prvi pomemben poosvobojevalni napor za obnovitev predkolonialnega dostojanstva palač.
Leta 1990 se je začel prvi načrt obnove Gjongbokgunga. Cilj je bil začeti obnavljati palačo v stanje iz obdobja Godžong leta 1888 (ki je imela okoli 500 stavb). Načrt naj bi se izvajal v petih prekrivajočih se fazah od leta 1990 do 2009.
Med letoma 1995 in 1996 je bila stavba CGB po obsežni javni razpravi dokončno porušena. Ko so jo odstranili, so se začela dela za obnovo stavb, ki so prej stale na njenem mestu. Leta 1995 je bila stavba nekdanjega umetniškega muzeja generalnega guvernerja Čōsen porušena, ostanki nekdanje stavbe Gjongbokgunga, Džasondang (ki je bila prodana in preseljena na Japonsko), pa so bile vrnjene Koreji. Leta 1996 so bile odstranjene stavbe Poveljstva za obrambo prestolnice. Rekonstrukcija slovesnosti menjave straže se je začela leta 2002.
Prvi načrt obnove Gjongbokgunga je bil zaključen leta 2010. Privedel je do obnove 89 stavb. Takrat je imela palača približno 25 % svojih prvotnih stavb. Drugi načrt obnove Gjongbokgunga se je začel leta 2010. Trenutno naj bi trajal do leta 2045 in privedel do obnove 90 stavb.

## Oblikovanje in arhitektura

### Pred vojno Imjin
Postavitev Gjongbokgunga in Hanjanga je upoštevala tako praktičnost kot različne filozofske tradicije. Glavno mesto je moralo imeti dober dostop do vodnega prometa, zadosten prostor za ceste do preostale Koreje in zadosten prostor za kmetovanje. Za filozofske tradicije je bil eden od dejavnikov, uporabljenih iz kitajskega besedila Obredi Džova, postavitev templja prednikov na levo in templja zemlje in žita na desno. V skladu s tem je Džongmjo levo od palače, Sadžikdan pa na desno. Drug dejavnik iz Obredov je bila postavitev vladnih pisarn pred palačo in tržnic za njo; le pisarne so bile lahko postavljene tako, saj za palačo ni bilo dovolj prostora za tržnice. Upoštevan je bil tudi feng šuj. Analizirali so tok korejskih gora in porečij, pri čemer je bil eden od ciljev imeti palačo z goro za njo in vodo spredaj. To ustreza Bugaksanu, Čeongječonu in reki Han. Prisotnost štirih okoliških večjih gora (Bugaksan, Naksan, Invangsan in Namsan)) v Hanjangu je veljala za ugodno in zaščitno za mesto. Hanjang je imel tudi zunanji obroč okoliških gora (Bukhansan, Ačasan, Gvanaksan in Deogjangsan)), kar je še povečalo njegovo ugodnost. Sodobni korejski budistični menihi so nato stičišče treh gora in dveh rek imeli za ugodno lokacijo: Hanjang je imel Samgaksan, Jongmunsan in Gvanaksan ter sotočje rek Bukhan in Namhan.
Glavne značilnosti palače so večinoma postavljene simetrično in vzdolž osi sever-jug. Prvotna postavitev palače je bila zasnovana po načelu iz kitajskega dela Kaogongdži, ki je del Džovovih obredov. To besedilo je zagovarjalo, da bi imele palače tri vrata in tri dvorišča (korejsko 삼문삼조; handža 三門三朝; sammunsamjo), do katerih je treba dostopati v zaporednem vrstnem redu. To so bila glavna vrata palače Gvanghvamun in prvo dvorišče (oedžo; uporabljalo se je za vladne urade), Gundžongmun in drugo dvorišče (č'idžo; uporabljalo se je za vodenje politike med kraljem in njegovimi podložniki) ter Hjangomun in tretje dvorišče (jŏndžo; kjer sta prebivala kralj in njegova družina).
Čŏng je glavno stavbe palače poimenoval po Knjigi dokumentov. Stavbe so simbolično poimenovane tako, da odražajo neokonfucijanska načela. To je bilo v nasprotju z ideali in imeni stavb iz obdobja Gorjo, ki so odražali tako konfucijanske kot budistične ideale. Poleg tega so bili Čŏngovi argumenti za lokacijo palače, ki so bili v prvi vrsti zasnovani na neokonfucijanstvu, prednost pred budističnimi argumenti meniha Muhaka. Te odločitve so odražale Džosonovo dajanje prednosti konfucijanstvu pred budizmom na državni ravni.
Analizirani so bili razlogi, zakaj kralji Čoson pogosto niso prebivali predvsem v Gjongbokgungu. Teoretiziram, da so mnogi kralji imeli raje Čangdokgung zaradi njegove bolj osrednje lege v mestu, večjega območja ter manj toge in goste zasnove.

### Rekonstrukcija iz obdobja Godžong
Obnovljena palača je bila zasnovana tako, da odraža različne koncepte iz I Činga in Taidžitušuo, kot so jin in jang, bagua in heksagram. Nove stavbe je poimenoval Jŏngŏndogam. Palača je bila gosto naseljena z stavbami. Poskušali so dati nekaterim streham stavb modre ploščice, kot je bilo to storjeno v prvotni palači, vendar so bile tehnike izdelave keramike Gorjo, potrebne za njihovo izdelavo, izgubljene med vojno Imdžin, ko je keramična industrija propadla in so bili številni korejski obrtniki zasužnjeni in odpeljani na Japonsko. Na koncu takšne ploščice niso bile uporabljene pri rekonstrukciji. Kipi vodnih izlivov v obliki zmaja okoli palače so verjetno deloma simbolični čuvaji, ki so varovali palačo pred ognjem.
Obstajajo različna mnenja o zvestobi te rekonstrukcije predvojni palači. Dokumenti, ki bi lahko bili koristni za rekonstrukcijo palače, so bili izgubljeni med japonskimi invazijami. Več znanstvenikov trdi, da se palača po celotni postavitvi in glavnih strukturah ni bistveno razlikovala od svojih predhodnic, vendar so bile številne stavbe originalne ali drugače uporabljene. Michael Kim je rekonstrukcijo ocenil kot bistveno drugačno.

### Postkolonialno stanje
Poročilo iz leta 2020 je navedlo, da je imela palača 9499 dreves 135 vrst.
Zgodovinska avtentičnost različnih poustvarjenih stavb je vir nenehnih polemik in razprav. Avtentične rekonstrukcije je težko doseči iz več razlogov. Korejska arhitektura obdobja Čoson se ni zanašala na sodobne načrte, zapisi o tem, kako so bile določene stavbe zgrajene, pa so pogosto redki. Slogi takšnih stavb so se razlikovali tudi glede na posamezne obrtnike. Poleg tega so nekateri trdili, da bi morali materiale, uporabljene za gradnjo, pridobivati iz same Koreje.
Palača stoji na ključni lokaciji v sodobnem Seulu. Obkrožajo jo številne pomembne stavbe, ki jih uporabljajo vlada, vojska, gospodarstvo in turistična industrija. Severno od nje je predsedniška rezidenca Modra hiša. Južno od nje so trg Gvanghvamun, vladni kompleks, nakupovalni center Sedžong, veleposlaništvo Združenih držav Amerike in veleposlaništvo Japonske. Poleg tega različni kamniti spomeniki okoli palače označujejo nekdanja mesta zgodovinskih stavb ali dogodkov, povezanih s temi kraji.

## Znamenitosti
Palača je sčasoma imela različno število značilnosti in znamenitosti. Po znatnih spremembah in rušenjih v kolonialnem obdobju trenutno potekajo prizadevanja za obnovo palače v predkolonialno stanje iz leta 1888; takrat je imela palača približno 500 stavb.
| Slika | Struktura |
| ----- | --- |
|       | Gvanghvamun Glavna in južna vrata. Dokončana so bila v 9. mesecu leta 1395. Poimenoval jih je Sedžong leta 1426. Potem ko so bila leta 1592 med vojno Imdžin uničena, so bila obnovljena v 10. mesecu leta 1865. Leta 1923 so njeni vŏldae uničili, da bi naredili prostor za tramvajske tire. Leta 1927 so jih premestili severno od Gončunmuna, blizu današnjega Narodnega ljudskega muzeja. Med korejsko vojno je njihov leseni del popolnoma zgorel. Leta 1968 so bila severozahodno od prvotne lokacije kontroverzno rekonstruirana z uporabo sodobnih materialov; nato so služila kot glavni vhod v CGB. Med letoma 2006 in 2010 so bila obnovljena v predkolonialno stanje. Njen vŏldae je bil obnovljen leta 2023. |
|       | Heungnjemun Heungnjemun so vrata severno od Gvanghvamuna. Porušena so bila julija 1914, na njenem mestu pa je bila zgrajena stavba generalne vlade Čōsen. Po rušenju te stavbe so bila Heungnjemun med letoma 1997 in 2001 obnovljena. |
|       | Jongdžegjo Kŭmč'ŏn'gjo (most čez kŭmč'ŏn) severno od Gvanghvamuna. Prečka potok Mjongdangsu in je zgrajen iz kamna. Prehod čez most je veljal za slovesen vstop v notranje svetišče palače. Verjetno je bil dokončan leta 1395. Ime je dobil leta 1426. Leta 1916, med gradnjo stavbe generalnega vladnega urada Čōsen, je bil Jongdžegjo razstavljen in njegovi ostanki premeščeni zahodno od muzeja generalnega vladnega urada. V 1950-ih je bil postavljen pred Sudžongdžon. V 1970-ih je bil ponovno premeščen zahodno od Gončunmuna. Na prvotno lokacijo je bil obnovljen leta 1996 ali 2001. Širok je približno 10 m in dolga 13 m.                                                                                  |
|       | Geundžongmun (pomeni 'Vrata skrbnega upravljanja') Tretja vrata sistema treh vrat, vhod v č'idžo in glavno dvorano, in označeni zaklad. Zgrajena so bila leta 1395. Po uničenju leta 1592 so bila leta 1867 obnovljena. Vrata so se v tem stanju ohranila do danes. Obdaja jih dvoje manjših vrat, Ilhvamun in Volhvamun, ki so dobila ime leta 1426. Imajo dve nadstropji in stopnišče med Ilhvamunom in Geundžongmunom. |
|       | Geundžongdžon (pomeni 'Dvorana skrbnega upravljanja') Glavna dvorana palače in označena kot narodni zaklad. Uporabljali so jo za večje dogodke, kot so slovesnosti in izdajanje odlokov. Dokončana je bila leta 1395. Tukaj je bilo kronanih pet kraljev, vključno s Sedžongom leta 1418. Uničena je bila leta 1592 in obnovljena leta 1867. V precejšnji meri nespremenjeni obliki je ostala do danes. Je največja glavna dvorana vseh palač Čosonov in velja za primer poznočosonske arhitekture. Tako kot druge glavne dvorane ima tudi ta spredaj vŏldae, ki se uporablja za slovesnosti. |
|       | Gjonghoeru (pomeni 'Stavba krepostne seje') Dvignjena dvorana na umetnem otoku v umetnem ribniku. Dvorana je bila namenjena prirejanju banketov za dostojanstvenike. Je razglašena za narodni zaklad. Prvič je bila dokončana v 4. mesecu leta 1412. Prvotna oblika je bila manjša od sedanje. Uničena je bila leta 1592 in obnovljena leta 1867. Ta oblika se je ohranila do danes. Stavba ima 35 sob, ki jih podpirajo kamniti stebri. Značilnosti stavbe simbolizirajo številne numerološke koncepte. |
|       | Sudžongdžon (pomeni 'Dvorana spretnih državnikov') Stavba, ki so jo skozi čas uporabljali različni vladni uradi, in označena kot zakladnica. Bila je ključni objekt, povezan z izumom hangula. Uničena je bila leta 1592 in obnovljena leta 1867. Ta oblika stavbe se je v veliki meri ohranila do danes. Od leta 1966 do 1975 jo je zasedal predhodnik Narodnega ljudskega muzeja. Nenavadno za stransko dvorano ima velik vŏldae. Ima zadnje dimnike, ki so verjetno omogočali uporabo ondol ogrevanih tal. |
|       | Amisan Vrt, zgrajen z zemljo, izkopano med gradnjo Gjonghoerujevega ribnika. Dimniki na vrtu so označeni kot zakladi. |
|       | Džagjongdžon Zaklad, ki ga je zaznamoval Džagjongdžon. Leta 1873 se je začel požar; ogenj je uničil stavbo. Ponovno je bila uničena v požaru leta 1876. V kolonialnem obdobju je bila uporabljena kot muzejska pisarna. Med razstavo Čosen leta 1929 je bila obdana z različnimi razstavnimi stavbami in otroškim tematskim parkom. Njen okrašen dimnik je prav tako zaklad. |
|       | Džasondang Ena glavnih stavb, ki se je uporabljala za izobraževanje prestolonaslednika. Prvič je bila zgrajena leta 1427. Uničena je bila leta 1592 in obnovljena leta 1865. Ponovno je bila uničena v požaru leta 1867 in obnovljena do leta 1888. Leta 1914 je bila stavba prodana in kasneje ponovno sestavljena v zasebnem domu japonskega poslovneža Okure Kihačirōja v Tokiu. Uničena je bila v velikem potresu v Kantoju leta 1923. Njeni ostanki so bili okoli leta 1996 vrnjeni v Korejo in so zdaj na ogled v bližini Geončeongunga. Leta 2001 je bil Džasondang obnovljen na prvotnem mestu. |
|       | Hjangvondžong (pomeni 'Dalekosežni dišavni paviljon') Paviljon na otoku v ribniku Hjangvondži. Zgrajen je bil nekje med letoma 1867 in 1873. Most na otoku, Čvihjangjo ('Most opojnih dišav'), je bil dokončan leta 1873. Bil je najdaljši leseni most, zgrajen čez ribnik v obdobju Čoson. Most je bil sprva severno od paviljona, a po tem, ko ga je uničilo bombardiranje med korejsko vojno med letoma 1950 in 1953, leta 1953 obnovljen na južni strani. Leta 2021 je bil most obnovljen na prvotno lokacijo. |
|       | Gonjonghap Stavba na zahodni strani območja Geončongung palače. V tej stavbi je bil leta 1895 atentat na cesarico Mjongsong. |

### Druge znamenitosti
Narodni palačni muzej Koreje je v sodobni trinadstropni stavbi na jugozahodnem delu palače. Njegova zbirka združuje različne artefakte nekdanje korejske kraljeve družine. Narodni ljudski muzej Koreje je v sodobni stavbi v vzhodnem delu palače. Ima tri nadstropja nad tlemi in eno pod njo. Stavba tega muzeja naj bi bila porušena leta 2026, muzej pa preseljen v mesto Sedžong. Predkolonialne stavbe, ki so nekoč stale na tem mestu, bodo nato obnovljene.

## V umetnosti in medijih
Izpred vojne Imdžin ni veliko ohranjenih upodobitev korejskih palač. Tako v Koreji kot na Kitajskem v tistem času ni bilo dovoljeno upodabljati ekstravagance palač; uživanje v razkošju je veljalo za klic konca dinastije. Risbe palač so bile pogosto preproste risbe, uporabljeni za ilustrativne namene, in ne podrobni arhitekturni zapisi ali umetniške upodobitve. Štirinajst preprostih risb postavitve palače izpred vojne se je ohranilo do danes, čeprav se domneva, da je večina poznejših kopij zgodnejših risb.{{Efn|All have titles with variations of the term Kyŏngbokkungdo (korejsko 경복궁도, handža 景福宮圖) Prva znana podrobna ilustracija palače je bila Hanjang kungvŏldo (한양 궁궐도; 漢陽宮闕圖) iz leta 1506, vendar je bila uničena med vojno Imdžin in ni znano, ali obstajajo njene kopije. Ustvarjalec te risbe je zapisal, da je bila njihova slika prva te vrste, kolikor jim je znano. V poznem obdobju Čoson, ko so bile palače umetniško upodobljene, so jih pogosto zakrivali oblaki ali senca ali pa so bile narisane z malo podrobnostmi. Razmere so se začele spreminjati sredi 18. stoletja. Podrobni arhitekturni zapisi so se začeli hraniti v besedilih, kot je Uigwe in pojavile so se bolj umetniške upodobitve palač.
Znane so tri ohranjene slike Jongdža, ki v 18. stoletju prireja dogodke v ruševinah palače.
Paegakč'unhjo je serija dveh krajinskih slik An Jung-sika, ki prikazujejo palačo in sta nastali leta 1915 v kolonialnem obdobju. Slike verjetno simbolično prikazujejo palačo pred njenimi spremembami v kolonialnem obdobju kot izraz korejskega aktivizma za neodvisnost. Omenjene so kot registrirana kulturna dediščina.
Bankovec za 10.000 vonov je imel na hrbtni strani od leta 1973 do 1983 podobo Geundžongdžona. Od leta 1983 do 2007 je imel podobo Gjonghoeruja.

#### v korejščini
- 경복궁 2차: 복원기본계획 조정용역 [Gyeongbokgung No. 2: Basic Restoration Plan] (v korejščini). Cultural Heritage Administration Royal Palaces and Tombs Center. december 2020.{{navedi knjigo}}:  Vzdrževanje CS1: samodejni prevod datuma (povezava)
- 경복궁 변천사 (上) [History of Gyeongbokgung's Changes (Vol. 1)] (v korejščini). Cultural Heritage Administration. Avgust 2007.
  - 이강근. "창건이후의 변천과정 고찰". In Cultural Heritage Administration (2007).
  - 이규철. "고종 중건과 대한제국 말기까지의 변화 고찰". In Cultural Heritage Administration (2007).
  - 신혜원 (2007a). "일제시대의 변화 고찰". In Cultural Heritage Administration (2007).
  - 신혜원 (2007b). "1945년 이후의 경복궁". In Cultural Heritage Administration (2007).
  - 서정남. "경복궁 궁장 변천과정 및 지형분석". In Cultural Heritage Administration (2007).
- 경복궁 중건 천일의 기록 [Record of the Thousand Days of Gyeongbokgung's Restoration] (v korejščini). Seoul: Seoul Historiography Institute. 26. december 2019. ISBN 979-11-6071-090-8.
  - 이강근. "『경복궁영건일기』를 통해 본 중건 경복궁의 특징". In Seoul Historiography Institute (2019).
  - 배우성. "궁궐을 세우기 위해서 철거를 한다고? 영건의 아이러니!". In Seoul Historiography Institute (2019).
  - 이권영. "당대 첨단 기술과 공법으로 다시 세운 경복궁". In Seoul Historiography Institute (2019).
  - 김민규. "궁궐을 지키는 녀석들, 경복궁의 서수상". In Seoul Historiography Institute (2019).
- 서울 2천년사 [Seoul: A 2,000-Year History] (v korejščini). Zv. 11. 조선 건국과 한양 천도. Seoul Historiography Institute. 20. december 2013. ISBN 9788994033549.
  - 이원명. "한양 천도". In Seoul Historiography Institute (2013).
  - 장지연. "개경과 한양의 비교". In Seoul Historiography Institute (2013).
- 서울 역사 답사기 6: 종묘사직, 궁궐, 성균관 [A Survey of Seoul's History Vol. 6: Jongmyo Shrine, Palaces, and Sungkyunkwan] (v korejščini). Seoul: Seoul Historiography Institute. 14. november 2022. ISBN 979-11-6071-148-6.
  - 홍순민. "나라의 사당 종묘, 안녕과 풍요를 비는 제단 사직". In Seoul Historiography Institute (2022a).
  - 김웅호. "조선왕조를 대표하는 공간". In Seoul Historiography Institute (2022a).
- 이미지로 읽는 근대 서울 [Reading Modern Seoul Through Images] (v korejščini). Zv. 1. 궁궐의 훼철과 박람회. Seoul Historiography Institute. 30. oktober 2022. ISBN 9791160711462.
- 조선시대 궁궐 용어해설 [Glossary of Joseon-era Palaces] (v korejščini). Cultural Heritage Administration. 7. december 2009. ISBN 978-89-6325-247-6.
- 임석재 (10. december 2019). 예(禮)로 지은 경복궁: 동양 미학으로 읽다 [Gyeongbokgung, Built with Conscientiousness: An Eastern Art Perspective] (v korejščini). 인물과사상사. ISBN 978-89-5906-551-6.
- Kim, Chang-Jun (30. december 1997). 일제 강점기의 경복궁(景福宮)훼손과 복원사업 [The Demolition of Gyeongbokgung During the Colonial Period and its Restoration]. Korean Journal of Heritage: History & Science (v korejščini). 30: 63–79. ISSN 3022-8085 – prek koreascience.or.kr.
- Park, Sung-Jin; Woo, Don-Son (Maj 2007). 일제강점기 경복궁 전각의 훼철과 이건 [The Disposal and Removal of the Gyeongbokgung Palace's Buildings during the Japanese Ruling Era]. 대한건축학회 논문집 - 계획계 (v korejščini). 23 (5): 133–140. ISSN 1226-9093 – prek DBpia.
- Hong, Hyeon-Do (31. avgust 2023). »「경복궁도」 제작 시기와 배경 연구« [A Study on the Production Period and Background of Gyeongbokgungdo]. Journal of Architectural History (v korejščini). 32 (4): 51–62 – prek koreascience.kr.
- Yoo, Jaebin (30. september 2024). 영조대 경복궁 터에서 행한 행사와 궁중 회화 [Royal Ceremonies at Kyŏngbok Palace During the Reign of King Yŏngjo and Their Representations in Court Ceremony Paintings]. Korean Journal of Art History (v korejščini). 323: 97–128. doi:10.31065/kjah.323.202409.004. ISSN 1225-2565.
- Yoon, Min Yong (2018). 조선 후기 한궁도 연구 [A Study on Paintings of Han Palace in the Late Joseon Period]. Korean Journal of Art History (v korejščini). 299 (299): 199–235. doi:10.31065/ahak.299.299.201809.008. Pridobljeno 9. aprila 2025 – prek Korea Citation Index.

#### v angleščini
- Choi, Jong-Deok (1. april 2010). »The palace, the city and the past: controversies surrounding the rebuilding of the Gyeongbok Palace in Seoul, 1990–2010«. Planning Perspectives. 25 (2): 193–213. Bibcode:2010PlPer..25..193C. doi:10.1080/02665431003613014. ISSN 0266-5433.
- Chun, Kyung Hyo (Marec 2023). »Reconstruction of Memory and Reinterpretation of Tradition at Royal Palaces in Seoul«. Korea Journal (v korejščini). 63 (1): 208–242. ISSN 0023-3900.
- Henry, Todd A. (2014). Assimilating Seoul: Japanese Rule and the Politics of Public Space in Colonial Korea, 1910–1945 (v angleščini). Univ of California Press. ISBN 978-0-520-95841-8.
- Kim, Jinwung (2012). A History of Korea: From "Land of the Morning Calm" to States in Conflict (v angleščini). Indiana University Press. ISBN 978-0-253-00024-8.
- Kim, Michael (1. december 2010). »Collective Memory and Commemorative Space: Reflections on Korean Modernity and the Kyŏngbok Palace Reconstruction 1865–2010«. International Area Review (v angleščini). 13 (4): 75–95. doi:10.1177/223386591001300404. ISSN 1226-7031.
- Shin, Michael (17. april 2018). Korean National Identity under Japanese Colonial Rule: Yi Gwangsu and the March First Movement of 1919 (v angleščini). Routledge. ISBN 978-1-134-83064-0.